# 브라운 (라인프렌즈)
브라운은 라인프렌즈에서 제작한 동물 캐릭터이다. 모태는 곰이며 수컷이다. 손아래로 초코라는 여동생이 있다. 

## 개요
라인프렌즈의 캐릭터로 온순하고 소심하지만 한 번 화나면 무서워지는 편이다. 말이 없고 무표정하여 감정을 외적으로 드러내지 않지만 몸짓으로 상대방과 교감하는 성격이며 재주가 많다. 
라인프렌즈 인기 캐릭터이기도 하여서 라인프렌즈 매장에서 커다란 브라운 인형이 방문객을 맞이해준다. 
연어 등의 생선을 좋아한다. 

## 특징
말이 없어서 얼핏 무뚝뚝하게 보이지만 사교성은 있어서 상대방에게 몸짓으로 대하는 편이고 무언가를 해도 몸짓을 통해서 알 수 있다.  
코니와 커플관계로 둘이 서로 사랑하는 모습이 나오기도 해서 연인으로 오해하는 경우가 있다. 
카카오프렌즈의 라이언과 비슷하게 생겼는데 이쪽은 갈기가 없는 사자라는 점에서 다르다.
오른쪽 입꼬리가 왼쪽보다 길다.